# 김중업
김중업(金重業, 1922년 3월 9일~1988년 5월 11일)은 대한민국의 건축가이다.

## 생애
평양 진향리 태생이며, 부친은 일제강점기 당시 평안남도 강동군, 중화군, 성천군의 군수를 지낸 김영필(金永弼)이다. 이복형으로 서예가 김광업이 있다. 1928년 경림보통학교에 입학, 1939년 3월 평양고등보통학교를 졸업했다.
1939년 일본 요코하마 고공 건축과에 입학 나카무라 준페이를 사사, 1941년 12월 졸업했고, 학교 선배인 사카모토 토시오의 소개로 1942년 1월부터 1944년까지 마츠타히라타설계에서 근무했다. 1942년 5월12일 평양에서 김병례(평양서문여고 졸)와 결혼 후 다시 일본에서 생활. 1944년 4월 귀국한다.
귀국 후 평남도청 기수로 3개월 근무, 조선비행기제작주식회사에서 근무, 1945년 조선주택영단(LH의 전신) 기수로 재직했으며, 1949년 서울대학교 공과대학 조교수가 되었다. 한국전쟁 중이던 1952년 이탈리아 베니스에서 열린 국제예술회의에 한국대표로 참석했다. 회의장에서 르코르뷔지에를 만나고 인사를 나눈다. 회의가 끝나고 전쟁중인 한국으로 돌아오지 않고 프랑스로 가서 르코르뷔지에 아틀리에를 방문, 견습생으로 시작해서 정직원이 되어 1956년까지 일한다.
귀국과 함께 김중업 건축연구소를 설립, 후진양성에 힘쓰는 한편 개인전을 가졌다. 홍익대학교에서 교수로 있었고 홍익대학교 건축 도시계획연구소의 초대소장이 된다. 1988년 5월 11일에 서울특별시 서초구 반포동에 위치한 강남성모병원에서 향년 66세를 일기로 사망했다.

## 활동
1956년 이래 국전 심사위원, 1961년 문화재 보존위원, 1961년-1963년 문화자유회의전 준비위원, 1965년 현대작가초대전 운영위원을 역임했다. 1962년 서울특별시 문화상을 수상했다.

## 작업
대표 작품으로 부산대학교 본관, 건국대학교 도서관(현 외국어교육관), 서강대학교 본관, 주한 프랑스 대사관, 주태국 한국 대사관, 태양의집, 유유산업 안양공장(현 김중업박물관), 뉴욕 세계박물관회 한국관, 31빌딩, 단암빌딩, 안국빌딩, 니제르 도자기공장, FNCB 지점장 주택(현 시티은행 뱅크하우스) 등이 있다.

## 기타
서울시 성북구 장위동에 김중업건축문화의집이 있다.

## 안양김중업박물관
안양김중업박물관은 안양시 만안구 석수동에 있는, 옛 ㈜유유산업 안양공장을 리모델링 한 건물로, 김중업이 설계하였다. 유유산업 공장은 그의 초기 작품으로 공장건물에 조각작품을 접목시키는 등 독특한 형태를 갖고 있다. 현재 그가 설계한 건물 중 김중업관과 문화누리관 등 4개 동이 현존하고 있으며 를 리모델링하여 전시관 및 사무동 등으로 사용하고 있다.

## 같이 보기
- 한국의 건축가 목록